# Alvin Patterson
Alvin „Seeco” Patterson, właśc. Francisco Willie (ur. 30 grudnia 1930 w Hawanie, zm. 1 listopada 2021 w Kingston) – jamajski rastaman i muzyk reggae – perkusjonista.
Urodzony w Hawanie 30 grudnia 1930 jako Francisco Willie. Grał na perkusji i bębnach afrykańskich. Członek zespołu Boba Marleya – The Wailers. Alvin poznał Marleya w Trenchtown, dzielnicy slumsów w Kingston na Jamajce. Alvin nagrywał z Marleyem już w czasie wczesnej kariery wailersów, ale dołączył do zespołu dopiero w 1974, kiedy to z zespołu odeszli Bunny Wailer i Peter Tosh. Alvin pozostał w zespole już na stałe. Zmarł 1 listopada 2021 w Kingston.